# Briatexte
Briatexte é uma comuna francesa na região administrativa da Occitânia, no departamento de Tarn. Estende-se por uma área de 15 km², e possui 2.033 habitantes, segundo o censo de 2018, com uma densidade de 140 hab/km².